# Driver: San Francisco
Driver: San Francisco este un joc cu mașini dezvoltat de Ubisoft Reflections și publicat de Ubisoft. A fost anunțat pentru prima dată la E3 2010 și a fost lansat un an mai târziu, în septembrie 2011, pentru PlayStation 3, Xbox 360 și PC. Pentru prima dată în seria Driver, jucătorul poate alege din 125 de mașini licențiate, care le imită pe cele reale atât din punct de vedere vizual cât și al performanțelor. Acestea variază de la cele mai mici (buggies), mașini musculare și mașini de curse, produse de firme de automobile precum  Chevrolet, Audi, Alfa Romeo, Aston Martin, Bentley, Ruf Automobile, Dodge, Ford, Shelby, Volkswagen, Pagani, Lincoln, DeLorean, Lamborghini și Cadillac.
Acțiunea jocului are loc în orașul San Francisco, fiind recreați digital peste 335 de kilometri de drumuri. Se continuă povestea din DRIV3R. Jerrico scăpă din duba care îl ducea la judecată și îl urmărește pe protagonistul jocului, Tanner, pe care îl accidentează grav. Acesta intră în comă. Este introdusă o nouă caracteristică, „Shift”, care îl ajută pe Tanner să se teleporteze dintr-o mașină în alta pentru a continua misiunile. Jocul rulează la 60 de frame-uri pe secunda.